# Neostega prouti
Neostega prouti là một loài bướm đêm trong họ Geometridae.